# هالن (سوئد)
هالن (به سوئدی: Hallen) یک منطقهٔ مسکونی در سوئد است که در بخش آووره واقع شده‌است. هالن ۰٫۴۶ کیلومتر مربع مساحت و ۲۰۳ نفر جمعیت دارد.